# Lithobius portchinskii
Lithobius portchinskii är en mångfotingart som beskrevs av Sseliwanoff 1881. Lithobius portchinskii ingår i släktet Lithobius och familjen stenkrypare. Inga underarter finns listade i Catalogue of Life.